# 日置陸奥夫
日置 陸奥夫（ひおき/へき むつお、1903年（明治36年）1月23日 - 1957年（昭和32年）5月26日）は、日本の医学者。金沢医科大学（現在の金沢大学医学部）教授や同大学附属病院長を務めたほか、日本結核病学会を歴任した。

## 経歴
郷土史家の日置謙の息子として石川県に生まれる。1926年（大正15年）に東京帝国大学医学部卒業後、金沢医科大学にて教鞭を執る。後に同僚であった大里俊吾の指導により、脂質代謝を研究した。
1932年（昭和7年）には同内科助教授となり、1936年（昭和11年）からドイツに留学し、ミュンヘン化学研究所や、カイザー・ウィルヘルム研究所などで研究する。1938年（昭和13年）に帰国し、1942年（昭和17年）に金沢医科大学結核研究所員となり、1944年（昭和19年）には第2内科主任教授となる。この業績により、医学博士に認定された。

## 著書
- 『結核の化学療法』
- 『内科診断学』